# Zakarias Tallroth
Zakarias Tallroth (15 de noviembre de 1985) es un deportista sueco que compite en lucha grecorromana. Ganó una medalla de bronce en el Campeonato Mundial de Lucha de 2015, en la categoría de 71 kg.

## Palmarés internacional
| Campeonato Mundial | Campeonato Mundial         | Campeonato Mundial | Campeonato Mundial |
| Año                | Lugar                      | Medalla            | Categoría          |
| ------------------ | -------------------------- | ------------------ | ------------------ |
| 2015               | Las Vegas (Estados Unidos) | Medalla de bronce  | 71 kg              |